# Colección Trinca
La colección Trinca fue un sello de editorial Doncel, derivado de la Revista Trinca_(historieta). 

## Trayectoria
En junio de 1971 la editorial Doncel, durante la dirección-gerencia de Juan Van-Halen Acedo, lanza la Colección Trinca, álbumes de 22,5x30 cm y 48 páginas de papel couché, impresas en ófset de 4 colores y encuadernadas en cartoné que, al precio de 100 pesetas, ofrecían las recopilaciones de las series aparecidas en la revista del mismo título.
Esta línea editorial sobreviviría al cierre de la revista, prolongando su actividad hasta 1977, publicándose un total de 36 títulos, los 13 últimos encuadernados en rústica. Son los siguientes:
1. EL LIBRO DE LA SELVA / Juan Arranz / IDEM
2. Manos Kelly / Antonio Hernández Palacios / IDEM
3. Los guerrilleros / Andrade / Bernet Toledano
4. LA CONQUISTA DEL CIELO / EUROESTUDIO / IDEM
5. Haxtur / Víctor de la Fuente / IDEM
6. UNA ESCUELA EN LA TORRE DE LOS CONTRABANDISTAS /A. Martínez Gadea / IDEM
7. LOS GUERRILLEROS II / Andrade / Bernet Toledano
8. LA CONQUISTA DEL CIELO II / JUAN ABELLÁN / IDEM
9. EL CID / Antonio Hernández Palacios / IDEM
10. Peter Petrake / Miguel Calatayud / IDEM
11. EL RALLYE DE LOS 5 CONTINENTES / Sesén / José María Bielsa
12. HAXTUR II / Víctor de la Fuente / IDEM
13. HÉCTOR / Sesén / Chiqui de la Fuente
14. LOS GUERRILLEROS III / Andrade / Bernet Toledano
15. MANOS KELLY II / Antonio Hernández Palacios / IDEM
16. EL FANTASMA DE CANTERVILLE / Juan Arranz / IDEM
17. Kronan / Jaime Brocal Remohí / IDEM
18. EL CID II / Antonio Hernández Palacios / IDEM
19. ES QUE VAN COMO LOCOS / Enrique Ventura / Miguel Ángel Nieto
20. Los doce trabajos de Hércules / Miguel Calatayud / IDEM
21. ANTES QUE TROYA CAYERA / Sesén / Feito
22. DON QUIJOTE DE LA MANCHA / Leopoldo Sánchez / N. Lozano
23. JUANJO / Carlos Cruz / IDEM
24. MANOS KELLY III / Antonio Hernández Palacios / IDEM
25. ROBINSON CRUSOE / Juan Arranz / IDEM
26. HÉCTOR EN LAS CRUZADAS / Sesén / Chiqui de la Fuente
27. ALPHA COSMOS / Alfonso Azpiri / IDEM
28. LOS TRES MONOS DE ORO /
29. OLIVER / Fernando Asián / Chiqui de la Fuente
30. LAS MÁQUINAS / Fernando Bayona / IDEM
31. Zongo/ Gordillo / IDEM
32. CAIUS HOW / Antonio Martín / José Bielsa
33. Maremagnum / Enrique Ventura / Miguel Ángel Nieto
34. ES QUE VAN COMO LOCOS II / Enrique Ventura / Miguel Ángel Nieto
35. Yago Veloz / Adolfo Buylla / IDEM
36. EL CUBIL DE LAS BRUJAS GUAPÍSIMAS / Gabi / IDEM